# Isaac Danu
Isaac Danu (ur. 9 marca 1948 w Preso) – birmański duchowny rzymskokatolicki, od 1989 do 2023 biskup Taungngu. Od 2023 biskup senior Taungngu. 